# Drioftòrids
Els driftòrids (Dryophthoridae) són una família de coleòpters polífags de la superfamília dels curculionoïdeus. Alguns són plagues temibles dels cereals, com ara Sitophilus granarius (blat) i Sitophilus oryzae (arròs), o de les palmeres com el morrut de les palmeres (Rhynchophorus ferrugineus).

## Taxonomia
Antigament considerats una subfamília dins els Curculionidae, les recents classificacions els consideren una familia independent, amb les següents subfamílies:
- Subfamília Dryophthorinae Schönherr, 1825
- Subfamília Cryptodermatinae Bovie, 1908
- Subfamília Orthognathinae Lacordaire, 1865
- Subfamília Rhynchophorinae Schönherr, 1833
- Subfamília Stromboscerinae Lacordaire, 1865